# Музей искусства и науки (Сингапур)
Музе́й иску́сства и нау́ки (англ. ArtScience Museum) — музей, располагающийся на побережье залива Марина-Бэй в Сингапуре. Это первый музей в мире, который своей задачей ставит изучение роли творческого процесса в науке и искусстве и его влияние на сознание общества. По мнению Шелдона Адельсона, председателя Las Vegas Sands Corporation, строение является «визитной карточкой» города и страны, представляя собой «приветствующую ладонь Сингапура».

## Стилистика и инфраструктура здания
Тарелкообразная крыша здания собирает дождевую воду в направлении своего центра, через отверстие которого вода протекает во внутренний водоём музея. Асимметрическая структура музея, продуманная компанией Arup, достигает общую высоту 60 метров. Архитектурная ассамблея опирается на 10 колонн, смыкающихся корзиноподобным кольцом в её центре — несущей части здания. Благодаря этим эстетическим и инженерным решениям создаётся ощущение, что здание нависает над землёй. Внешняя сторона здания отделана укреплённым армированным полимером, обычно используемом в таких масштабах для конструкции морских судов, яхт. Именно этот материал создаёт иллюзию монолитности строения.